# Vitbergsbadet
Vitbergsbadet är ett utomhusbad på Vitberget i Skellefteå. Badet har kommunens största utomhusbassäng och började byggas den  28 maj 1984. Invigningen var 23 juni 1985. Anläggningens vågmaskin har funnits sedan start.
Badet har renoverats vid flera tillfällen sedan den byggdes. År 2014 beslutade Fritidsnämnden om att byta reningsanläggning till en kostnad om 6,3 miljoner kronor. Då öppnades också upp för möjligheten att komplettera badet med rutschkanor. År 2019 noterades att det fanns sprickor i bassängen. Fritidsnämnden beslutade då att anläggningen skulle renoveras för två miljoner kronor.
Under Covid-19-pandemin 2020 begränsades antalet badande till 500 personer per dag. Detta kan jämföras med juli månad 2016 då badet tog emot totalt 23 800 besökare.